# سیارک ۳۶۶۱۴
سیارک ۳۶۶۱۴ (به انگلیسی: 36614 Saltis، نامگذاری:2000QU148) سی و شش هزار و ششصد و چهاردهمین سیارک کشف شده‌است که در ۲۷ اوت ۲۰۰۰ کشف شد.